# يوجينة باسيفيكية
يوجينة باسيفيكية (الاسم العلمي: Eugenia pacifica) هي نوع من النباتات تتبع جنس اليوجينة من فصيلة الآسية.